# Coxinha
La coxinha è un antipasto molto popolare in Brasile e Portogallo che nella forma ricorda gli arancini siciliani. Il termine "coxinha", che in portoghese significa "coscina (di pollo)", indica la forma dell'antipasto. L'idea di realizzare delle finte cosce di pollo nasce perché il piccolo erede al trono della famiglia reale brasiliana pretendeva di mangiare cosce di pollo anche quando non erano disponibili.

## Composizione

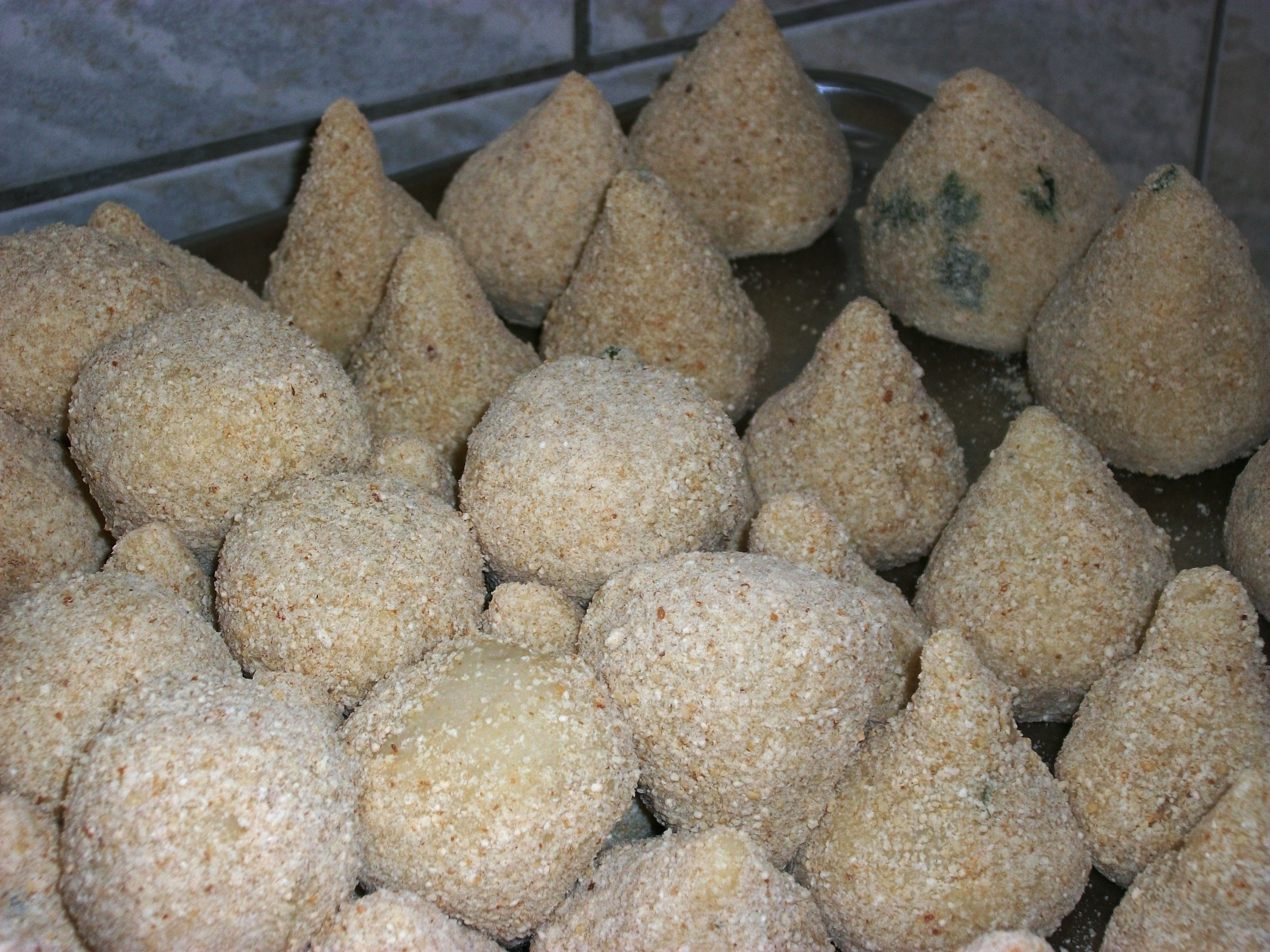
Coxinhas non ancora fritte.

Fatta con un impasto di farina di grano e brodo di pollo, la coxinha è tradizionalmente ripiena di pollo bollito e tritato, che viene successivamente rosolato in un soffritto di carote, cipolle e prezzemolo, può anche essere farcito con crema di formaggio (solitamente il Catupiry), e verdure. Modellata a coscia di pollo, è infarinata con il pangrattato e fritta in olio caldo.
La coxinha viene servita nelle mense, caffetterie, negozi di snack, panetterie e pasticcerie. Nei piccoli formati, sono servite a feste e buffet.
Attualmente ci sono in vendita, nei supermercati e panetterie, varie marche di coxinha surgelate.

## Storia

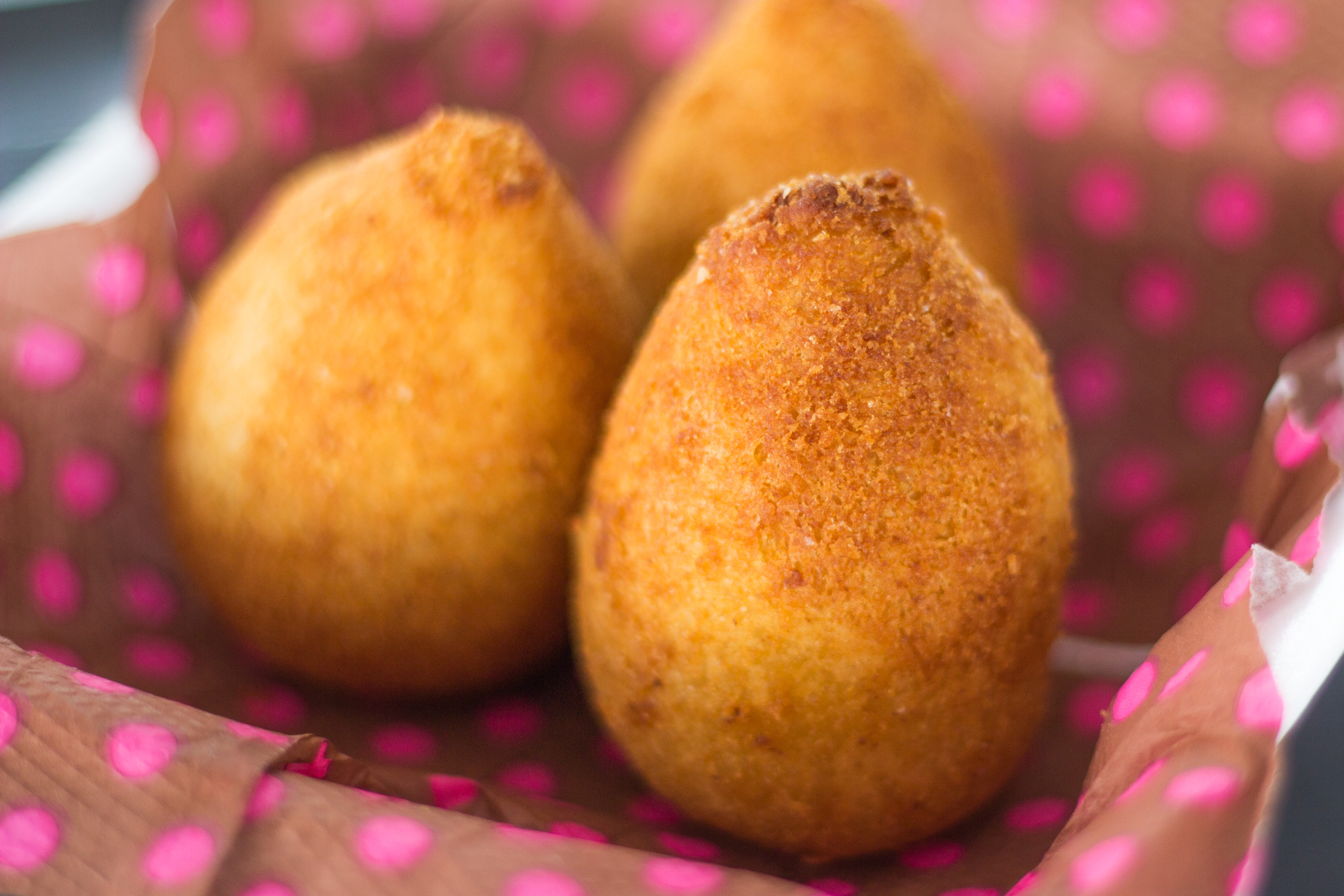
Coxinhas

La coxinha, nella sua forma attuale, ha le sue origini nel XIX secolo, nella Regione Metropolitana di San Paolo, nello Stato di San Paolo.
Secondo gli storici alimentari, la coxinha è stata sviluppata durante l'industrializzazione di San Paolo, da essere commercializzata come un sostituto più economico delle più durevoli cosce di pollo tradizionali che venivano vendute ai cancelli delle fabbriche.
Arrivate a San Paolo, si sono rapidamente diffuse nel resto dello Stato e presto nel resto del Brasile. Sono state popolari a Rio de Janeiro e Paraná nel 1950.

## Altre varietà
La coxa creme è una versione realizzata con un'intera coscia di pollo. Talvolta è anche fatta con sovraccoscia avvolta nella pastella.
Vari locali vendono coxinhas piene di ingredienti diversi dal pollo triturato e crema di formaggio. Un'alternativa comune consiste nel ripieno di bresaola. Esiste anche la coxinha vegetariana realizzata con carne di soia e verdure.